# Andreas Fischer
Andreas Fischer (Paderborn, 20 ottobre 1964) è un allenatore di calcio ed ex calciatore tedesco, di ruolo centrocampista o difensore.

## Palmarès

### Giocatore

#### Competizioni nazionali
- Coppa di Germania: 1

Bayer Leverkusen: 1992-1993